# 叉牙異吻象鼻魚
叉牙異吻象鼻魚，為輻鰭魚綱骨舌魚目象鼻魚科的其中一種。分布於非洲象牙海岸科木湖、Bandama與薩桑德拉河流域，棲息於水底，具有發電器官，用來偵測獵物，背鰭軟條29至34枚；臀鰭軟條30至36枚，體長可達28.6公分，雌魚能夠產下將近9000顆卵。